# Tornei di tennis maschili nel 1944
Prima della nascita della cosiddetta "Era Open" del tennis, ossia l'apertura ai tennisti professionisti dei tornei che prima di quell'anno erano riservati ai tennisti dilettanti. Nel 1944 i tornei si distinguevano in pro e amatoriali: ai primi potevano partecipare solo i giocatori professionisti, mentre ai secondi potevano partecipare solo i tennisti dilettanti. Tutti i tornei più importanti erano amatoriali tra questi c'erano i tornei del Grande Slam. A causa della seconda guerra mondiale la maggior parte dei tornei furono cancellati, gli altri si disputarono lontano dagli scenari bellici: tra questi c'era lo U.S. National Championships, unico torneo dello Slam disputato durante la guerra.

## Calendario

### Legenda
| Tornei amatoriali       |
| Tornei professionistici |

### Gennaio
| Settimana | Torneo                                                                    | Vincitore      | Finalista | Semifinalisti | Eliminati ai quarti |
| --------- | ------------------------------------------------------------------------- | -------------- | --------- | ------------- | ------------------- |
| 2 gennaio | India International Championships 1944 Calcutta, India Singolare - Doppio | Harold Surface |           |               |                     |
| 2 gennaio | India International Championships 1944 Calcutta, India Singolare - Doppio |                |           |               |                     |

### Febbraio
Nessun torneo

### Marzo
Nessun torneo

### Aprile
| Settimana | Torneo                                                                             | Vincitore                           | Finalista                  | Semifinalisti | Eliminati ai quarti |
| --------- | ---------------------------------------------------------------------------------- | ----------------------------------- | -------------------------- | ------------- | ------------------- |
| 29 aprile | North & South Pro Championships 1944 Pinehurst, USA Terra rossa Singolare - Doppio | Welby van Horn 6-2 5-7 10-8 1-6 8-6 | Dick Skeen                 |               |                     |
| 29 aprile | North & South Pro Championships 1944 Pinehurst, USA Terra rossa Singolare - Doppio | Welby van Horn Teddy Rericha        | Frank Hunter Alfred Chapin |               |                     |

### Maggio
| Settimana | Torneo                                                                     | Vincitore                  | Finalista           | Semifinalisti | Eliminati ai quarti |
| --------- | -------------------------------------------------------------------------- | -------------------------- | ------------------- | ------------- | ------------------- |
| 28 maggio | Southern California Championships 1944 Los Angeles, USA Singolare - Doppio | Jack Kramer 8-6 8-6 6-3    | Frank Andrew Parker |               |                     |
| 28 maggio | Southern California Championships 1944 Los Angeles, USA Singolare - Doppio |                            |                     |               |                     |
| 28 maggio | River Plate Championships 1944 Buenos Aires, Argentina Singolare - Doppio  | Heraldo Weiss 11-9 6-2 8-6 | Americo Cattaruzza  |               |                     |
| 28 maggio | River Plate Championships 1944 Buenos Aires, Argentina Singolare - Doppio  |                            |                     |               |                     |

### Giugno
| Settimana | Torneo                                                                               | Vincitore                          | Finalista                     | Semifinalisti | Eliminati ai quarti |
| --------- | ------------------------------------------------------------------------------------ | ---------------------------------- | ----------------------------- | ------------- | ------------------- |
| 19 giugno | U.S. Men's Clay Court Championships 1944 Detroit, USA Terra rossa Singolare - Doppio | Pancho Segura 6-1 2-6 7-5 6-3      | Bill Talbert                  |               |                     |
| 19 giugno | U.S. Men's Clay Court Championships 1944 Detroit, USA Terra rossa Singolare - Doppio | Pancho Segura Bill Talbert         |                               |               |                     |
| 26 giugno | Tri-State Championships 1944 Cincinnati, USA Terra rossa Singolare - Doppio          | Pancho Segura 9-11 6-2 7-5 2-6 7-5 | Bill Talbert                  |               |                     |
| 26 giugno | Tri-State Championships 1944 Cincinnati, USA Terra rossa Singolare - Doppio          | Pancho Segura Bill Talbert 6-0,6-0 | Clyde Taylor Chalmers Ratliff |               |                     |

### Luglio
| Settimana | Torneo                                                                                                  | Vincitore                          | Finalista      | Semifinalisti | Eliminati ai quarti |
| --------- | --- | ---------------------------------- | -------------- | ------------- | ------------------- |
| 10 luglio | Western Championships 1944 Neenah, USA Terra rossa Singolare - Doppio                                   | Pancho Segura 9-11 6-2 7-5 2-6 7-5 | Bill Talbert   |               |                     |
| 10 luglio | Western Championships 1944 Neenah, USA Terra rossa Singolare - Doppio                                   |                                    |                |               |                     |
| 15 luglio | Eastern Clay Court Championships 1944 Montclair, USA Terra rossa Singolare - Doppio                     | Jack McManis 8-6 7-5 6-3           | Bill Talbert   |               |                     |
| 15 luglio | Eastern Clay Court Championships 1944 Montclair, USA Terra rossa Singolare - Doppio                     |                                    |                |               |                     |
| 17 luglio | River Forest Invitational 1944 Chicago, USA Singolare - Doppio                                          | Norman Bickel 6-0 6-2 6-0          | Dick Savitt    |               |                     |
| 17 luglio | River Forest Invitational 1944 Chicago, USA Singolare - Doppio                                          |                                    |                |               |                     |
| 31 luglio | New York State Clay Court Championships 1944 Forest Hills, New York, USA Terra rossa Singolare - Doppio | Jack McManis 6-2 6-3 6-4           | Charles Oliver |               |                     |
| 31 luglio | New York State Clay Court Championships 1944 Forest Hills, New York, USA Terra rossa Singolare - Doppio |                                    |                |               |                     |

### Agosto
| Settimana | Torneo                                                                  | Vincitore                     | Finalista     | Semifinalisti | Eliminati ai quarti |
| --------- | ----------------------------------------------------------------------- | ----------------------------- | ------------- | ------------- | ------------------- |
| 14 agosto | Eastern Grass Court Championships 1944 Rye, USA Erba Singolare - Doppio | Bill Talbert 9-7 6-4 6-4      | Pancho Segura |               |                     |
| 14 agosto | Eastern Grass Court Championships 1944 Rye, USA Erba Singolare - Doppio |                               |               |               |                     |
| 27 agosto | Southampton Invitation 1944 Southampton, USA Erba Singolare - Doppio    | Pancho Segura 7-5 2-6 6-4 6-1 | Don McNeill   |               |                     |
| 27 agosto | Southampton Invitation 1944 Southampton, USA Erba Singolare - Doppio    |                               |               |               |                     |

### Settembre
| Settimana    | Torneo                                                                           | Vincitore                                     | Finalista                  | Semifinalisti | Eliminati ai quarti |
| ------------ | -------------------------------------------------------------------------------- | --------------------------------------------- | -------------------------- | ------------- | ------------------- |
| 4 settembre  | U.S. National Championships 1944 New York, USA Erba Singolare - Doppio           | Frank Andrew Parker 6-4 3-6 6-3 6-3           | Bill Talbert               |               |                     |
| 4 settembre  | U.S. National Championships 1944 New York, USA Erba Singolare - Doppio           | Bob Falkenburg Don McNeill 7-5, 6-4, 3-6, 6-1 | Pancho Segura Bill Talbert |               |                     |
| 24 settembre | Pacific Southwest Championships 1944 Los Angeles, USA Cemento Singolare - Doppio | Frank Andrew Parker 6-4 6-8 8-6               | Bill Talbert               |               |                     |
| 24 settembre | Pacific Southwest Championships 1944 Los Angeles, USA Cemento Singolare - Doppio |                                               |                            |               |                     |

### Ottobre
| Settimana   | Torneo                                                                                      | Vincitore                                     | Finalista               | Semifinalisti | Eliminati ai quarti |
| ----------- | ------------------------------------------------------------------------------------------- | --------------------------------------------- | ----------------------- | ------------- | ------------------- |
| 1º ottobre  | Pacific Coast Championships 1944 Berkeley, USA Singolare - Doppio                           | Edwin Amark 6-3 7-5                           | Morey Lewis             |               |                     |
| 1º ottobre  | Pacific Coast Championships 1944 Berkeley, USA Singolare - Doppio                           | Gerald Stratford Howard Blethen 5-7, 8-6, 6-4 | Jack Gurley Nick Carter |               |                     |
| 1-6 ottobre | Pan American International Championships 1944 Città del Messico, Messico Singolare - Doppio | Pancho Segura 1-6 6-3 6-2 1-6 6-1             | Bill Talbert            |               |                     |
| 1-6 ottobre | Pan American International Championships 1944 Città del Messico, Messico Singolare - Doppio |                                               |                         |               |                     |

### Novembre
| Settimana | Torneo                                                                                | Vincitore                         | Finalista     | Semifinalisti | Eliminati ai quarti |
| --------- | ------------------------------------------------------------------------------------- | --------------------------------- | ------------- | ------------- | ------------------- |
| novembre  | Argentina International Championships 1944 Buenos Aires, Argentina Singolare - Doppio | Enrique Morea 6-2 8-6 2-6 1-6 6-3 | Heraldo Weiss |               |                     |
| novembre  | Argentina International Championships 1944 Buenos Aires, Argentina Singolare - Doppio |                                   |               |               |                     |

### Dicembre
Nessun Torneo